# Blenina chrysochlora
Blenina chrysochlora är en fjärilsart som beskrevs av Walker 1865. Blenina chrysochlora ingår i släktet Blenina och familjen trågspinnare. Inga underarter finns listade i Catalogue of Life.